# Knud Axel Sørensen
 Der er flere personer med dette navn, se Knud Sørensen.
Knud Axel Sørensen (født 30. juni 1902 i Silkeborg, død 27. december 1980 smst.) var en dansk arkitekt.
Han var blandt andet ansat hos Poul Henningsen, og tegnede den første version af en PH-lampe efter Henningsens skitser. 
I 1930 fik Sørensen egen tegnestue i Silkeborg.